# Eupithecia kudoi
Eupithecia kudoi là một loài bướm đêm trong họ Geometridae.